# Герцик Ростислав Андрійович
Ростислав Андрійович Герцик (нар. 5 липня 1989) — український фехтувальник на рапірах, бронзовий призер чемпіонату світу 2013.

## Біографія
Народився 5 липня 1989 року у Львові. Його дідусь — Мирослав Герцик — заслужений тренер з веслування, у 1992—2006 ректор Львівського державного університету фізичної культури. Ростислав аспірант на факультеті фізичної реабілітації цього вищого навчального закладу. Батько спортсмена також займався веслуванням і реабілітацією, а мама плаванням.
Ростислав Герцик став срібним призером Copa Villa La Habana у 2011 році та бронзовим призером Löwe von Bonn у 2012 році, однак пройти кваліфікацію на Олімпійські ігри 2012 йому не вдалося. Найбільшим досягненням спортсмена є бронзова медаль чемпіонату світу 2013. На шляху до нагороди він переміг Петера Йоппіха, Рейса Імбодена та Андреа Кассару, і лише у півфіналі програв Артуру Ахматхузіну.
22 серпня 2017 року на Універсіаді в Тайбеї здобув бронзову нагороду